# 아라이 도시히로

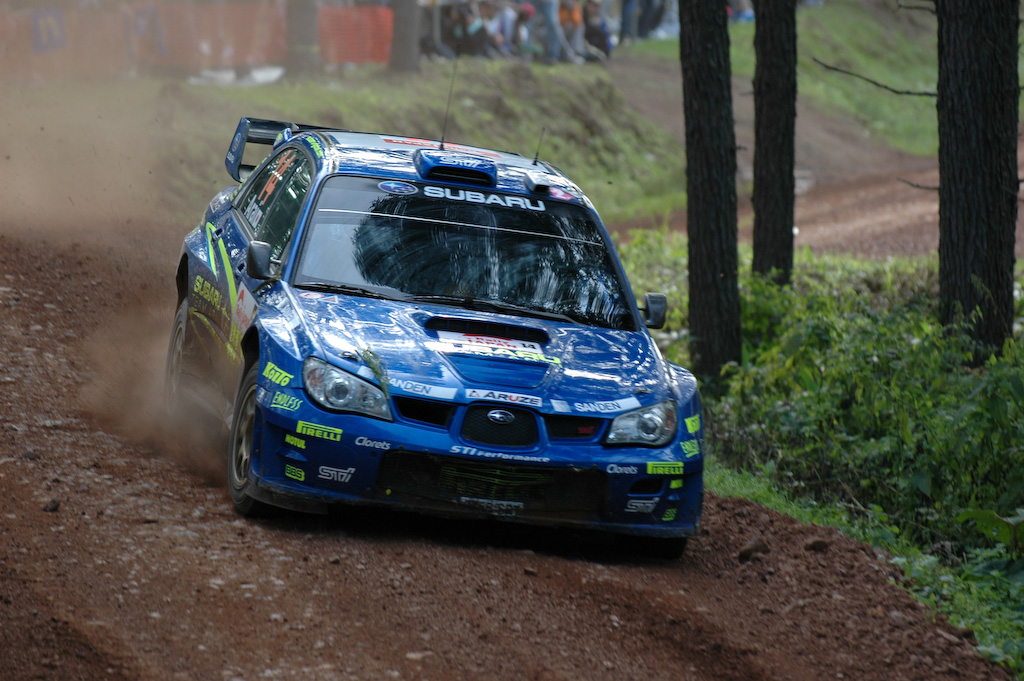
2006년의 아라이 도시히로

아라이 도시히로(일본어: 新井敏弘, 1966년 12월 25일 ~ )는 일본 스바루 랠리팀의 랠리 드라이버이다. 총 72가지의 랠리가 있으며, 1997년 오스트레일리아 랠리부터 2006년 뉴질랜드 랠리까지 활동하였다.